# Атанас Талевски
Атанас Талевски е фотограф от Република Македония.

## Биография
Роден е в 1954 година във Велес, тогава във Федерална Югославия. По-голямата част от живота му минава в родния му град. От 1990 година живее в Охрид. Живее и в други страни, най-вече в Германия, Англия, Виетнам, Камбоджа, Мали. С фотография се занимава от детските години. След заселването в Охрид, снимането му става основната дейност. Цел на неговия обектив са старите села, обикновения човек и неговата съдба, природата .

## Самостоятелни изложби[2]
1996
- Скопие (Р. Македония): Снимки от Виетнам

1997
- Морбах (Германия): Снимки от Охрид

1998
- Скопие (Р. Македония): паралели – Охрид и Прованс;
- Охрид (Р. Македония): паралели – Охрид и Прованс;
- Лур (Франция): паралели – Охрид и Прованс;
- Скопие (Р. Македония): Снимки от Тунис;
- Охрид (Р. Македония): Снимки от Тунис;

1999
- Велес (Р. Македония): Снимки от Македония;
- Нюрнберг (Германия): Снимки от Македония;
- Горд (Франция): Снимки от Македония;
- Маноск (Франция): Снимки от Македония;
- Лур (Франция): Снимки от Македония;
- Скопие (Р. Македония): Снимки от Румъния;
- Охрид (Р. Македония): Снимки от Румъния;

2000
- Охрид (Р. Македония): Снимки от Индия;
- Скопие (Р. Македония): манастирите Изток – Запад;
- Прилеп (Р. Македония): манастирите Изток – Запад;
- Битоля (Р. Македония): манастирите Изток – Запад;
- Щип (Р. Македония): манастирите Изток – Запад;
- Форкалкие (Франция): Снимки от Македония;
- Лур (Франция): Снимки от Македония;
- Франкфурт (Германия): Снимки от Македония;
- Скопие (Р. Македония): Снимки от Македония;

2001
- Корча (Албания): Снимки от Македония;
- Охрид (Р. Македония): Снимки от Албания;
- Охрид (Р. Македония): Снимки от Македония (постоянна изложба в местната галерия);

2002
- Любляна (Словения): Снимки от Македония;
- Горд (Франция): Снимки от Македония
- Охрид (Р. Македония): Снимки от Прованс (Франция);

2003
- Скопие (Р. Македония): Снимки от Македония

2004
- Охрид (Р. Македония): Снимки от Виетнам;
- Прага (Чехия): Снимки от Македония;
- Елшани (Р. Македония): Снимки от Македония [3]

2005
- Бърно (Чехия): Снимки от Македония;
- Москва (Русия): Снимки от Македония;
- Лозана (Швейцария): Фотографии от България,

2006
- Кармел (Калифорния, САЩ): Снимки от Македония;
- Горд (Франция): Снимки от Македония;
- Кеуру (Финландия): Снимки от Македония;
- Белград (Сърбия): Снимки от Македония.

2007
- Санта Фе (Ново Мексико / САЩ): Снимки от Македония; [4]
- Кеуру (Финландия): Снимки от Македония;

2008
- Санта Фе (Ново Мексико / САЩ): Снимки от Македония;
- Ден Хелдер (Холандия): Снимки от Македония
- Скопие: Снимки от САЩ